# The New Roses
The New Roses est un groupe allemand de hard rock, originaire de Wiesbaden.

## Histoire

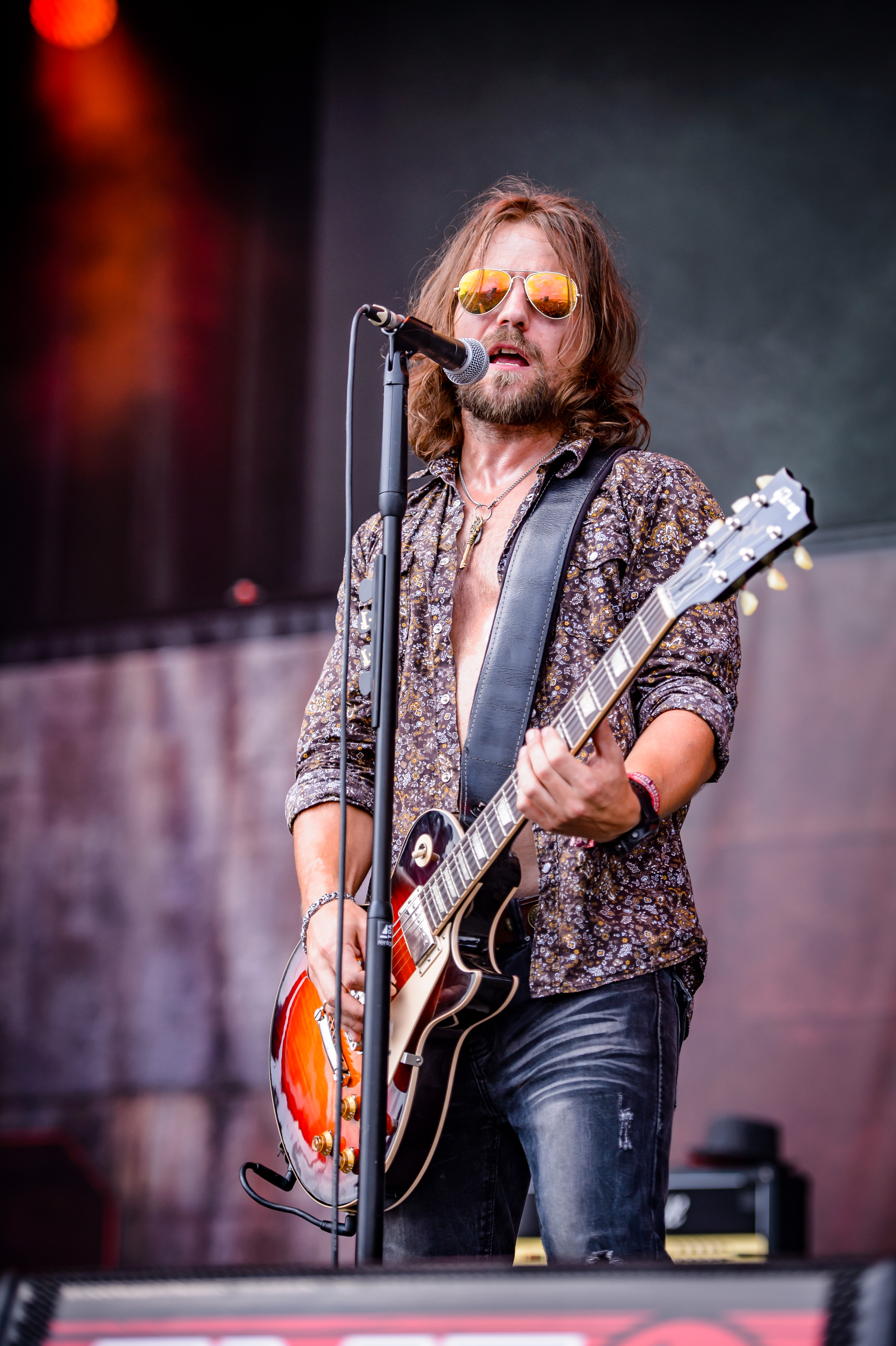
Le chanteur Timmy Rough.

Le groupe, composé de cinq membres, est formé en 2007 à Wiesbaden par le chanteur et guitariste Timmy Rough et le batteur Urban Berz et est rebaptisé « The New Roses » en 2012. Le groupe est complété en 2008 par le bassiste Stefan Kassner et en 2012 par le guitariste Dizzy Presley et joue en première partie de ZZ Top, Black Stone Cherry, Joe Bonamassa, Die Toten Hosen, Blackfoot et Roger Chapman. En 2010, ils ont accompagné le groupe américain Molly Hatchet en première partie de leur « Justice World Tour » en Allemagne et en Suisse. Avec l'EP homonyme, The New Roses publient leur premier enregistrement sur leur propre label (distribution : Soulfood) le 21 décembre 2012. Outre trois compositions originales, on y trouve notamment la reprise de la chanson Refugee de Tom Petty. En 2013, le même label publie leur premier album intitulé Without a Trace, dont la chanson-titre et le premier single sont également repris en bonus sur la bande-son allemande de la série télévisée américaine Sons of Anarchy (Kabel eins).
En octobre 2016, The New Roses effectue une tournée dans toute l'Allemagne avec leurs collègues du label Serum 114 et assure la première partie de Saxon en décembre 2016. En février 2017, The New Roses joue pour la première fois trois spectacles en Angleterre. En avril 2017, The New Roses effectue une tournée de deux semaines en Espagne, puis en France. En juin, ils jouent d'autres spectacles en première partie des Dead Daisies en Allemagne, en France et en Suisse, ainsi qu'au Hellfest. En août 2017, The New Roses sort leur troisième album, One More for the Road, qui atteint la 20e place du classement des albums allemands et la 52e place du classement des albums suisses. L'album est produit une nouvelle fois au Bazement Studio de Strinz-Trinitatis par Markus Teske. En septembre 2017, The New Roses donne deux concerts à Masar-e Scharif, en Afghanistan, pour les troupes multinationales de l'opération Resolute Support. Ensuite, la tournée One More for the Road débute et conduit The New Roses dans plusieurs pays européens, notamment au Hard Rock Hell Festival au Pays de Galles en novembre 2017, aux côtés d'Airbourne et de Y&T.
Le 17 mars 2018, un concert complet de The New Roses est enregistré par la Westdeutscher Rundfunk Köln (WDR) pour la télévision. Le groupe joue dans le cadre du festival Crossroads 2018 à l'Harmonie de Bonn pour le format Rockpalast de la WDR. Le concert est diffusé le 14 mai 2018 sur 3sat et le 4 juin 2018 sur WDR. En octobre 2018, The New Roses reçoit pour la première fois une invitation à la Kiss Kruise à Miami (États-Unis), où ils donnent plusieurs concerts à bord du bateau de croisière Norwegian Jade dans le cadre d'une croisière de cinq jours aux côtés de groupes comme Kiss, The Dead Daisies et Ace Frehley. En mai 2019, d'autres spectacles suivent en tant qu'invités spéciaux de KISS lors de leur End of the Road World Tour à Leipzig, Vienne et Munich, ainsi que plusieurs concerts en première partie de Scorpions en Suisse et en Allemagne durant l'été. En juillet 2019, The New Roses joue pour la première fois en Russie dans le cadre du festival BIG GUN près de Moscou. D'autres groupes s'y sont produits, notamment U.D.O. et Bonfire.
Le 2 août 2019, l'album Nothing But Wild sort. Il entre dans le classement des albums allemands à la 10e place. Le même jour, le groupe donne un concert au Wacken Open Air. Après d'autres spectacles dans des festivals, notamment au Giessener Kultursommer (avec Gotthard et Krokus) et au Riverside Festival en Suisse (avec Alice Cooper, Dee Snider et Black Stone Cherry), la tournée Nothing But Wild débute en octobre, dont les premières dates sont reportées au printemps 2020 après une interruption du spectacle due à une maladie du chanteur Timmy Rough lors du concert d'ouverture à Hambourg.
Après la levée des restrictions gouvernementales sur la Covid-19 en avril 2022, The New Roses rattrape la deuxième partie de sa tournée Nothing But Wild et joue ensuite en tant qu'invités spéciaux en première partie de Kiss en Allemagne et en Belgique, ainsi qu'avec Foreigner à l'Olympiahalle de Munich. Au printemps 2023, après la sortie de leur prochain album studio, Sweet Poison, le groupe entame la tournée homonyme, à laquelle l'ancien membre du groupe Norman Bites revient en tant que guitariste supplémentaire. 

## Discographie
- 2013 : Without a Trace (Last Bullet)
- 2016 : Dead Man’s Voice (Napalm Records)
- 2017 : One More for the Road (Napalm Records)
- 2019 : Nothing But Wild (Napalm Records)
- 2022 : Sweet Poison (Napalm Records)
- 2024 : Attracted to Danger (Napalm Records)